# Entrée solennelle dans la ville de Lyon de François Ier

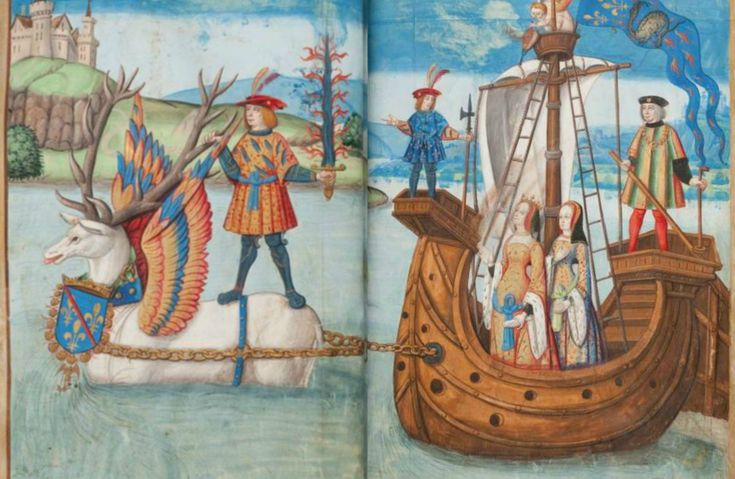
Enluminure du cerf volant, Herzog August Bibliothek.

Le 12 juillet 1515 François Ier fait son entrée solennelle dans la ville de Lyon alors qu'il est en route vers le Milanais où aura lieu la Bataille de Marignan. Par cette halte il compte sur le soutien financier de la ville de Lyon et sur la possibilité de pouvoir y rassembler ses troupes.

## L'organisation de l'entrée solennelle deFrançoisIerdans Lyon
Les entrées solennelles sont des fêtes durant lesquelles ont lieu une longue procession à travers la ville ponctuée par de courtes représentations théâtrales sur certaines places. Cette entrée solennelle fut organisée par le poète Jean Richier et l’architecte Jean Yvonnet, deux lyonnais responsables des fêtes de la ville de 1515 à 1516. L'artiste Guillaume II Le Roy est aussi fréquemment nommé bien qu'il n'ait pas été rémunéré. L'organisation financière de cette entrée fut particulièrement complexe pour la ville de Lyon qui était très endettée à cette époque. François Ier était accompagné de sa femme, la reine Claude, et de sa mère Louise de Savoie.
Cette entrée a été décrite dans un manuscrit conservé à la bibliothèque Herzog August de Wolfenbüttel (Ms. 86.4.) qui a été publié par Georges Guigue en 1899.
La liste des peintres rémunérés pour cette occasion a été établie par Tania Lévy et est composée de B. Carrel, Bon enfant, E. Philippe, J. de Bourg, J. Ramel et Guillaume des champs. Si certains réalisent leur travail en quelques jours, ramel, de Bourg, Carrel et des Champs sont employés plus de vingt jours chacun.

## Le trajet deFrançoisIeret les représentations théâtrales

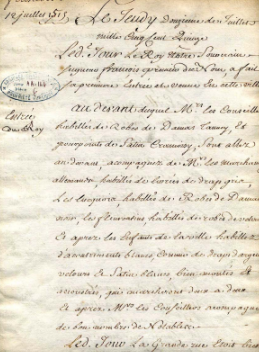
Manuscrit relatant l'entrée de François Ier à Lyon

L'entrée solennelle de François Ier débuta porte du Bourg-Neuf par un spectacle vivant dressé sur un arc de triomphe.
La première représentation théâtrale eut ensuite lieu sur la Saône. Il s'agissait de représenter ce départ de l’armée vers l’Italie tel une entreprise chevaleresque. Un spectacle nautique mit donc en scène un grand cerf blanc, ailé, qui tirait à l’aide de chaînes d’or le grand navire portant l’étendard des armes de France, nommé la Nef du Cerf-volant. En haut du mât se trouvait Zéphyr. Ce Zéphyr, symbole du vent favorable, représentait l’ange de Dieu venant prévenir des périls qui pourraient guetter le roi.
Par la suite, un spectacle sur la place au Change mettait en scène un Hercule-chevalier en train de conquérir le jardin des Hespérides (11e travail d’Hercule), ici appelé « le jardin de Milan ». Il s'agit d'une assimilation entre Hercule et François Ier. Le décor présentait un pommier avec des pommes d’or et une porte ornée de l’écu des armes de Milan. Sur ce pommier se trouvait un personnage vêtu d'un vêtement de soie bleue parsemé de fleurs de lys, surnommé Noble Champion, représentant le roi. En bas du pommier se tenaient trois filles surnommées France, Bretagne et Juste Querelle et un homme nommé Bon Droit. Un personnage nommé Le More, caricature de Massimiliano Sforza qui avait pris le pouvoir sur le Milanais, et un ours ensanglanté, représentant les cantons suisses, étaient à l'extérieur du jardin.
Lors de ces spectacles et de la longue procession qu'ils ponctuaient, tout fut pensé pour créer un syncrétisme entre la mythologie, l’idéal chevaleresque et la religion chrétienne : ainsi cela légitimait idéologiquement la campagne militaire du roi qui serait forcément un succès incontesté de la France car autorisée par Dieu.
Cette entrée solennelle de François Ier s'inscrit dans une suite d'entrée solennelles ayant eu lieu à la Renaissance à Lyon tels que celles de Louis XII, Eléonore d'Autriche, Charles IX ou encore Henri III et Henri IV.